# Spodnja Velka
Spodnja Velka je naselje v Občini Šentilj.